# Приклонский, Василий-Богдан Герасимович
Василий-Богдан Герасимович Приклонский (по прозвищу отца «Мирославич») (ок. 1590 — после 1651) — нижегородский городовой дворянин, затем дворянин московский и воевода в Терках.

## Биография
Сын дворянина московского Герасима-Мирослава Степановича Приклонского, пожалованного за участия в защите Москвы от польско-литовских войск вотчиной в 1615 году.
В 1621-1622 годах В. Г. Приклонский служил в выборных дворянах от Нижнего Новгорода. В 1622 году он был «окладчиком» при окольничем Никите Михайловиче Пушкине, отправленном из столицы по городам для верстания дворян и детей боярских.
В 1628 году дворянин московский Василий Приклонский был назначен «товарищем» (заместителем) первого воеводы в крепости Терки.
В июле 1634 года царь Михаил Фёдорович, отправляясь на богомолье, вместо окольничих назначил «по станам» дворян московских, в их числе был назначен и Василий Приклонский. В 1638 году он служил в полку в Туле среди дворян, назначенных «ездить» за вторым полковым воеводой, боярином князем Алексеем Михайловичем Львовым.
В феврале 1639 года Василий-Богдан Приклонский присутствовал при встрече «кизильбашского» посла при приезде его к царю.
В 1649-1651 годах В.-Б. Г. Приклонский находился среди дворян, назначенных сопровождать царицу Марию Ильиничну в её «походах» на богомолье.
Скончался в иночестве, приняв имя Вассиана.

### Семья
- Был женат на Ксении Григорьевне Чириковой, дочери Григория Сибитиныча Чирикова, от брака с которой имел сына:
  - Иван Богданович Приклонский (ок. 1625 — после 1659), стряпчий (1643) и стольник (1659).
- Был женат на Наталье Степановне Радиловой, от брака с которой имел двух сыновей: Михаила и Василия.